# 龍石寺 (秩父市)
- 飛渕山龍石寺
- 飛淵山竜石寺

龍石寺（りゅうせきじ）は、埼玉県秩父市にある曹洞宗の寺院で、山号は飛渕山と号する。
本尊真言：おん ばざら たらま きりく
御詠歌：天地を動かすほどの龍石寺 詣る人には利生あるべし

## 歴史
創建年代は不明である。室町時代に寺運衰微したが、15世紀末に中興したという。
昭和30年代、当寺は無住（住職不在）となり、茅葺屋根が傷み、存続の危機に陥った。そこで地元の青年が立ち上がり、東京まで行脚して托鉢を敢行し、多くの浄財を集めて、ついに1973年（昭和48年）に観音堂の修復が行われた。

## 文化財
- 札所19番 飛渕山龍石寺（秩父市指定史跡 昭和40年1月25日指定）[4]

## 交通アクセス
- 大野原駅より徒歩10分。